# 卢尔茨
卢尔茨或盧爾茨（德語：Lurz）可指：

## 人物
- 达格玛·卢尔茨（Dagmar Lurz，1959年1月18日－），德国女子花樣滑冰運動員。
- 托馬斯·盧爾茨（Thomas Lurz，1979年11月28日－），德國男子游泳運動員。

## 另見
- 卢茨

|  | 本页或本分段罗列了姓氏为「卢尔茨」的人物。 如果是一个指代特定个人的内链将您引导到本页，請考慮修正該人物的名字以將链接指向正確的條目。 |